# 고노 요고
고노 요고(河野 陽吾, 1962년 12월 18일~) 또는 코노 요고는 일본의 음악가로 오사카부 사카이시 출신이다. 프리랜서로 활동 중이다.

## 약력
- 1984년에 MAKE-UP의 멤버로 데뷔해 밴드에서는 키보드 및 편곡을 담당했다. 본 밴드는 1986년에 해산했다.
- 1986년에는 MAKE-UP의 밴드 활동을 병행하면서 하마다 마리의 프로젝트에 참가, 앨범 MISTY LADY에는 Heart Line, Turning Point 등 훗날의 대표곡이 되는 곡들을 제공, 레코딩 당시에는 키보디스트 등으로 참가했다.
- 1987년 시끄러워서 미안해 BAND에 참가. 이듬해인 1988년부터 1992년까지 GRAND-PRIX의 멤버로 활동한다.
- 1992년 말에 야마다 노부오와 함께 「Maybe」라는 그룹 명의로 애니메이션 「마그마 대사」의 주제가인 「사랑이 있는 별」을 출시.
- 이후 작곡, 어레인지, 스튜디오 워크 및 스테이지 서포트 등에서 폭넓게 활동
- 2000년에 「시끄러워서 미안해 BAND」를 고친「URUGOME」로 활동을 재개해 현재도 활동 중이다. 그 외에 OSAMU METAL 80's의 멤버로 밴드에서 활동하거나 Jam Project의 악곡 제작 및 백 밴드의 멤버로서 간간히 활동 중.
- 2008년에 자신의 첫 라디오 프로그램인 강철의 팁 in 바디를 스타트.

## 인물
- 출신지가 오사카의 니시나리인 관계로 간사이 사투리가 많은 편이다.
- 원래는 키보디스트이나 본인은 기타쪽을 좋아해서 최근의 스테이지 워크는 기타리스트로서 나가는 편이 많다. 물론 그 기타 솜씨는 다른 프로 기타리스트들이 신음하게 만들 정도.
  - 키보드보다 기타를 더 좋아하는 이유로는 「기타의 모양이 여러가지인데다 재미있다.」라거나 「연주하면서 자유롭게 움직일 수 있다. 키보드에 있으면 움직일 수 없다.」라는 것이 주된 이유.
  - URUGOME의 라이브시 드럼을 두드린 적이 있는데 그 수준은 상당한 편. 게다가 레코딩 시에는 베이스를 사용하는 일도 있어 상당한 멀티 플레이어이다.
- 쉰데다 차분한 목소리를 내는 편으로 가성 자체가 강한 펀치를 내는 샤우트를 많이 내보내지만 직접 앞에서 노래를 부르는 일이 드물다. 실제로 그가 메인 보컬리스트로 발표된 곡은 근육맨 2세의 주제가 외 몇 곡 안 되며 그 외에는 코러스에서 듣는 것 뿐이다.
- 「근육맨 II세」의 OP「HUSTLE MUSCLE」은 당초 데모용으로 작업될 예정이었으나 이 데모곡을 들은 스탭이 호감을 가지는 바람에 그대로 채택되었다.
- 콩같은 성격인 것 같아서 자신의 HP도 세세히 갱신하고 있다.
- 평상시에 패션을 매우 좋아하며 Chrome Hearts 등을 애용하고 있다. 언제나 선글라스를 기본적으로 착용하는 편이다.
  - 엔도 마사아키의 프로듀스 워크로 완전히 지쳐 버린 상황에서 레코딩 와중에 열린 URUGOME의 라이브에 운동복 차림으로 나갔을 당시 보컬인 NoB가 「저 멋진 코노가 운동복을 입고 왔다!」라고 경악한 일도 있었다.
- 스튜디오 워크 상에서는 상당히 엄한 편으로 「귀신 상사」라고 불린다.
- 코이케 마사야와는 교류가 깊은 편으로 「컴퓨터 사부」라고 하는 듯 싶다.
- 상당한 골초로 Marlboro MEDIUM을 좋아해서 하루 3갑을 피운다. 「담배로 이 목소리가 만들어졌다.」라고 말하는 경우가 종종 있어서 금연할 생각은 없는 것 같다.
- 고양이를 좋아해서 현재 집에 2마리 정도 키우고 있다.

## discography
- 「HUSTLE MUSCLE」（「근육맨 II세」OP）
- 「Say Your Muscle」（「근육맨 II세」이미지 송）
- 「BATTLE ACTION」（우리는 챔피언 삽입곡）

## 레귤러 방송
- ZAKZAK web라디오 코노 요고Presents 강철의 팁 in 바디

## 주요 프로듀싱 아티스트
- JAM Project（스도 켄이치와 공동으로）
- 엔도 마사아키

## 관계한 작품

### 작곡
- 울트라맨 티가&울트라맨 다이나 빛나는 별의 전사들
- 갤럭시 엔젤 (애니메이션)
- 신 겟타로보
- 슈퍼로봇대전 IMPACT
- 슈퍼로봇대전 OG -디바인 워즈-
- 슈퍼로봇대전 MX
- 성투사성시
- 제3차 슈퍼로봇대전 α 종언의 은하에
- 초중신 그라비온
- 마그마 대사
- 마징카이저
- 마브러브 얼터너티브

### 편곡
- 스크랩드 프린세스
- 슈퍼로봇대전 ORIGINAL GENERATION THE ANIMATION
- 전뇌모험기 웹다이버
- 판다 제트
- 비스트 워즈 메탈즈 초생명체 트랜스포머
- 망상과학 시리즈 원더바 스타일

### 음악
- 격투! 크러시기어 TURBO